# Doriopsilla pharpa
Doriopsilla pharpa är en snäckart som beskrevs av Er. Marcus 1961. Doriopsilla pharpa ingår i släktet Doriopsilla och familjen Dendrodorididae. Inga underarter finns listade i Catalogue of Life.